# Coptomia sexmaculata
Coptomia sexmaculata är en skalbaggsart som beskrevs av Hippolyte Louis Gory och Achille Rémy Percheron 1835. Coptomia sexmaculata ingår i släktet Coptomia och familjen Cetoniidae. Inga underarter finns listade i Catalogue of Life.

## Bildgalleri

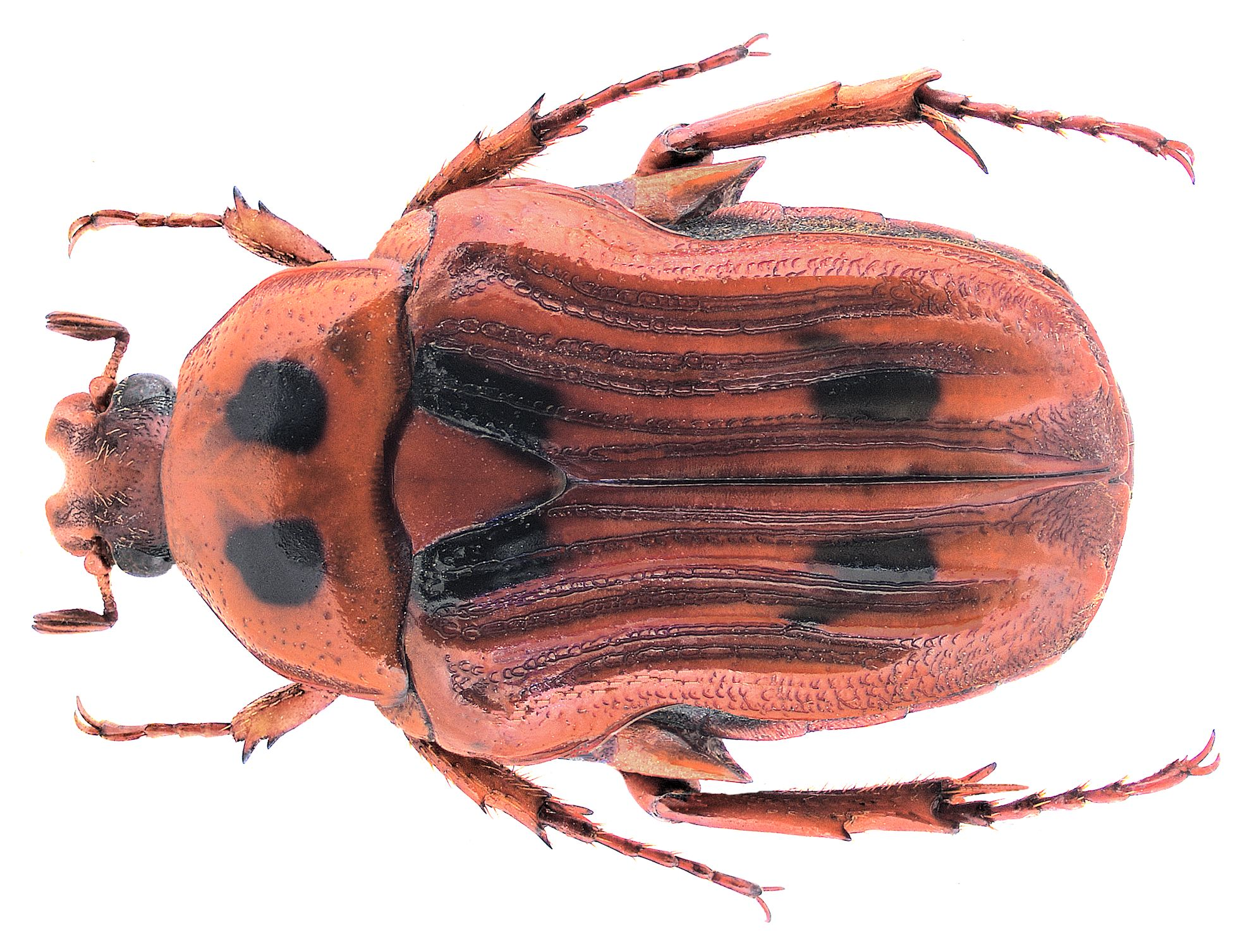